# Bruno De Santis
Bruno De Santis (Firenze, 8 agosto 1909 – Firenze, 24 gennaio 1944) è stato un calciatore italiano, di ruolo centrocampista.
Di ruolo mediano, ha preso parte alla seconda e terza stagione sportiva della Fiorentina.